# Yasmin K.

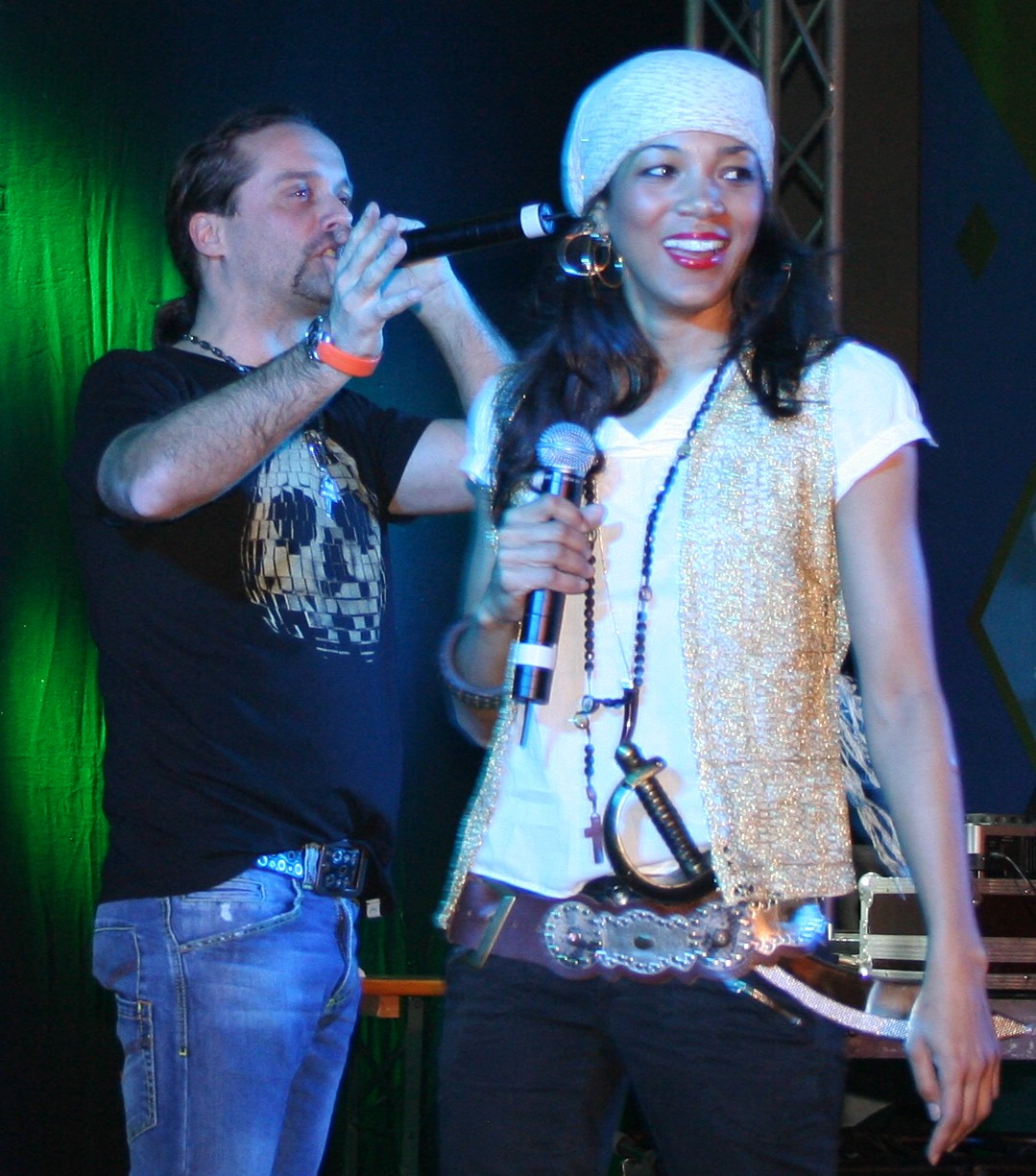
Alex Christensen und Yass (rechts)

Yasmin Knoch, auch bekannt als Yass (* in Soufriere auf St. Lucia) ist eine deutsche Popsängerin. Bekannt wurde sie durch ihre Teilnahme an der zweiten Staffel der Castingshow Popstars, die im Herbst 2001 vom deutschen Fernsehsender RTL II ausgestrahlt wurde. 2007 hatte sie mit Du hast den schönsten Arsch der Welt ihren ersten und einzigen Nummer-eins-Hit in Deutschland und Österreich.

## Leben
Yasmin Knoch ist die Tochter des aus den 1970er und 1980er Jahren bekannten Sängers Oliver Bendt (bürgerlich: Jörg Knoch), dem Gründer und Sänger der Pop-Combo Goombay Dance Band. Ihre Mutter Alicia wurde ebenso auf der karibischen Insel St. Lucia geboren. Knoch wuchs in Hamburg auf. Schon als Kind stand sie in den 1980er Jahren gemeinsam mit der Band ihres Vaters auf der Bühne. Hierbei trat sie neben ihrem älteren Bruder Danny meist als Background-Tänzerin mit Limbo-Einlagen in Erscheinung. Nach dem Abitur begann sie, Gesangsunterricht sowie Klavier- und Gitarrenstunden zu nehmen. Erste Auftritte mit einer eigenen Band folgten. In den Jahren 2000/01 spielte sie eine Hauptrolle in dem in Hamburg aufgeführten Musical Buddy.
Einem breiteren Publikum wurde sie im Herbst 2001 durch ihre Teilnahme an Popstars bekannt. Nach mehreren Qualifikationsrunden drang sie zunächst in die Finalsendungen vor, konnte sich dann aber nicht für die in der Sendung formierte Band Bro’Sis empfehlen. Nach ihrem Ausscheiden nahm sie der Musikproduzent Alex Christensen, der als Jurymitglied an Popstars mitgewirkt hatte, unter Vertrag und produzierte mit ihr im Sommer 2002 die Single Rhythm of the Night, eine Coverversion des Songs von Corona. Diese und die folgenden beiden Hitsingles erschienen unter Alex C. feat. Yasmin K.
Nach einer vierjährigen Pause gelang Knoch (die sich jetzt Y-ass nannte) zusammen mit Christensen und der Single Du hast den schönsten Arsch der Welt, einer Coverversion des Hits Run A Way der Band The Soundlovers aus dem Jahr 1996, der bislang größte Erfolg ihrer Karriere. Der Song erreichte im November 2007 für eine Woche Platz eins der deutschen Singlecharts. Es folgten weitere, nicht ganz so erfolgreiche Singles mit ähnlich eindeutig sexuellen Themen.
In der nachfolgenden Zeit sind unter dem Namen Whykay feat. Yasmin K. die Lieder Love is a stranger und Hate me curse me veröffentlicht worden.
Im Kinofilm Fraktus aus dem Jahr 2012 hatte Yasmin K. einen Gastauftritt als Sängerin. In dem Film singt sie den Song Affe sucht Liebe, der auch veröffentlicht wurde.
Im März 2017 hat Heinz Strunk das Album Die gläserne Milf veröffentlicht, an dem sie mit Vocals mitgewirkt hat. Mit ihr hatte Strunk als Polka Team 2014 auch eine EP namens Retro aufgenommen. Darauf enthalten war der Song Smartest Girl Alive, der als Remix im Film Toni Erdmann zu hören ist. Im Herbst 2017 steuerte Yass ihre Stimme dem Song Infinty auf dem Album Alex Christensen & The Berlin Orchestra bei.
2018 arbeitete Knoch erneut mit Alex Christensen für sein Album Alex Christensen & The Berlin Orchestra 2 zusammen. Dort sang sie den Song Feels like in Heaven (ein abgewandeltes Cover des Songs Time after Time von Cyndi Lauper), den Alex Christensen bereits 1996 als Heaven mit seinem Projekt U 96 produziert hatte.

## Diskografie

### Studioalben
| Jahr | Titel    | Höchstplatzierung, Gesamtwochen, AuszeichnungChartplatzierungen (Jahr, Titel, Platzierungen, Wochen, Auszeichnungen, Anmerkungen) | Höchstplatzierung, Gesamtwochen, AuszeichnungChartplatzierungen (Jahr, Titel, Platzierungen, Wochen, Auszeichnungen, Anmerkungen) | Anmerkungen                                                |
| Jahr | Titel    | DE | AT | Anmerkungen                                                |
| ---- | -------- | --- | --- | ---------------------------------------------------------- |
| 2008 | Euphorie | DE20 (12 Wo.)DE | AT19 (10 Wo.)AT | Erstveröffentlichung: 8. Februar 2008 mit Alex Christensen |

### Singles
| Jahr | Titel Album                                                                                     | Höchstplatzierung, Gesamtwochen, AuszeichnungChartplatzierungen (Jahr, Titel, Album, Platzierungen, Wochen, Auszeichnungen, Anmerkungen) | Höchstplatzierung, Gesamtwochen, AuszeichnungChartplatzierungen (Jahr, Titel, Album, Platzierungen, Wochen, Auszeichnungen, Anmerkungen) | Höchstplatzierung, Gesamtwochen, AuszeichnungChartplatzierungen (Jahr, Titel, Album, Platzierungen, Wochen, Auszeichnungen, Anmerkungen) | Anmerkungen                                                                                       |
| Jahr | Titel Album                                                                                     | DE | AT | CH | Anmerkungen                                                                                       |
| ---- | ----------------------------------------------------------------------------------------------- | --- | --- | --- | ------------------------------------------------------------------------------------------------- |
| 2002 | Rhythm of the Night –                                                                           | DE28 (9 Wo.)DE | AT28 (12 Wo.)AT | CH81 (6 Wo.)CH | Erstveröffentlichung: 13. Juni 2002 mit Alex Christensen Original: Corona                         |
| 2002 | Amigos Forever –                                                                                | DE35 (7 Wo.)DE | — | CH86 (3 Wo.)CH | Erstveröffentlichung: 14. November 2002 mit Alex Christensen                                      |
| 2003 | Angel of Darkness –                                                                             | DE21 (9 Wo.)DE | AT39 (8 Wo.)AT | — | Erstveröffentlichung: 14. Juli 2003 mit Alex Christensen                                          |
| 2007 | Du hast den schönsten Arsch der Welt The Sweetest Ass in the World (englische Version) Euphorie | DE1 Gold · (23 Wo.)DE | AT1 (26 Wo.)AT | CH50 (10 Wo.)CH | Erstveröffentlichung: 19. Oktober 2007 feat. Y-ass; Verkäufe: + 150.000 Original: The Soundlovers |
| 2008 | Doktorspiele Euphorie                                                                           | DE4 (15 Wo.)DE | AT3 (21 Wo.)AT | — | Erstveröffentlichung: 25. Januar 2008 mit Alex Christensen                                        |
| 2008 | Du bist so porno Euphorie                                                                       | DE21 (9 Wo.)DE | AT12 (12 Wo.)AT | — | Erstveröffentlichung: 25. April 2008 mit Alex Christensen                                         |
| 2008 | Liebe zu dritt Threesome Is My Fantasy (englische Version) Euphorie                             | DE28 (9 Wo.)DE | AT29 (9 Wo.)AT | — | Erstveröffentlichung: 28. November 2008 mit Alex Christensen                                      |
| 2009 | Dancing Is Like Heaven –                                                                        | DE41 (7 Wo.)DE | AT41 (3 Wo.)AT | — | Erstveröffentlichung: 4. Dezember 2009 mit Alex Christensen Original: Derb                        |
| 2012 | L’amour toujours –                                                                              | — | AT43 (2 Wo.)AT | CH40 (1 Wo.)CH | Erstveröffentlichung: 7. Dezember 2012 mit Alex Christensen vs. Skin Original: Gigi D’Agostino    |